# Pleine-Selve (Żyronda)
Pleine-Selve – miejscowość i gmina we Francji, w regionie Nowa Akwitania, w departamencie Żyronda.
Według danych na rok 1990 gminę zamieszkiwało 191 osób, a gęstość zaludnienia wynosiła 45 osób/km² (wśród 2290 gmin Akwitanii Pleine-Selve plasuje się na 986. miejscu pod względem liczby ludności, natomiast pod względem powierzchni na miejscu 1471.).